# مدرسه شبانه‌روزی: کومبرس
مدرسهٔ شبانه‌روزی: کومبرس (اسپانیایی: El Internado: Las Cumbres‎) یک مجموعهٔ تلویزیونی درام، دلهره‌آور و معمایی اسپانیایی است که در سال ۲۰۰۹ منتشر شد.

## گزیدهٔ بازیگران
- مینا الحمانی[۱]
- ناتالیا دیسنتا[۱]
- کلارا گایه[۲]
- خوئل بوسکد[۱]
- آلبرتو آماریا